# Iggy Pop

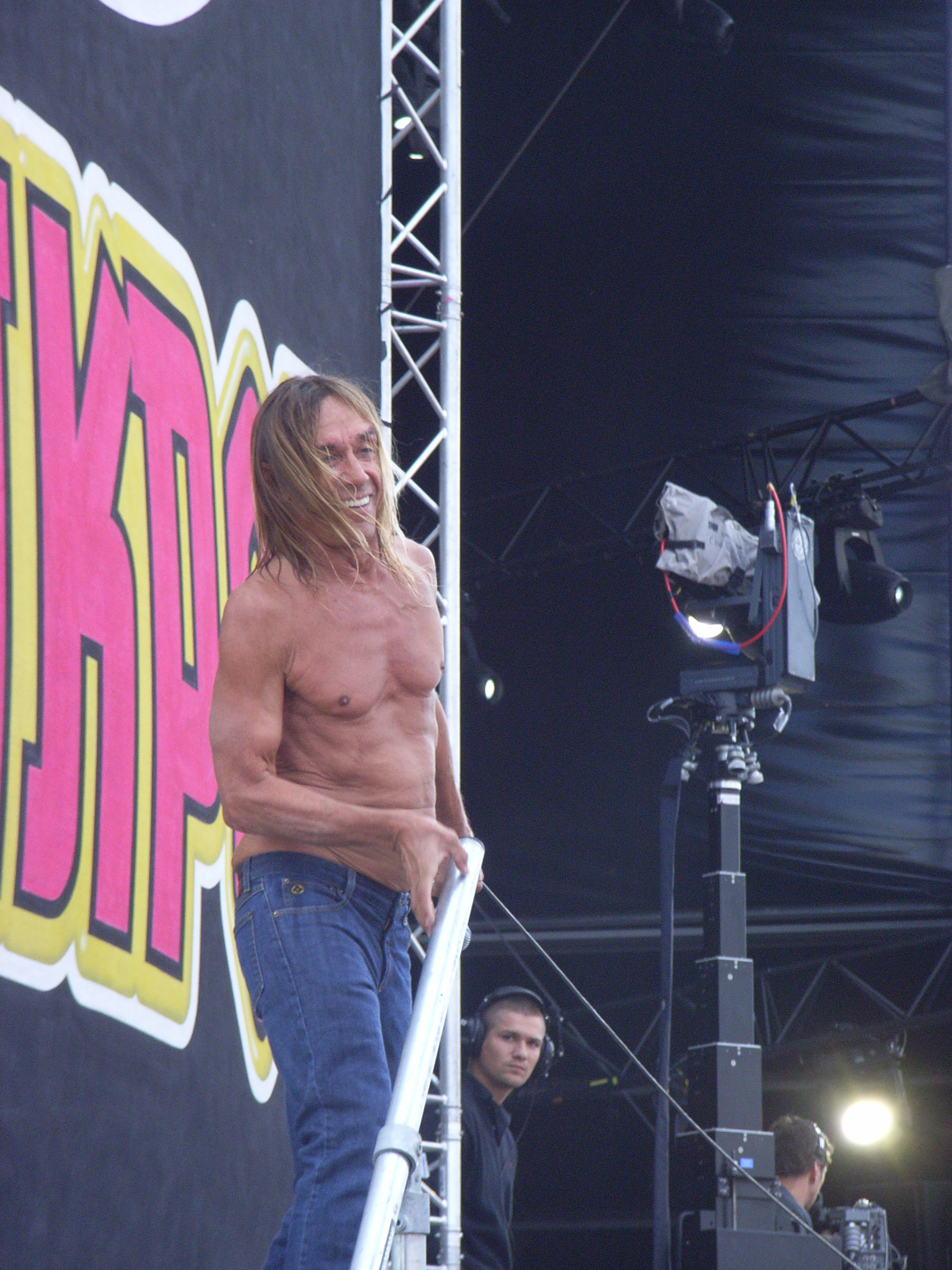
Iggy Pop op Pinkpop 2007

Iggy Pop, geboren als James Newell Osterberg jr. (Muskegon (Michigan), 21 april 1947), is een Amerikaans rock- en punkzanger. Zijn eretitel is The Godfather of Punk.

## Biografie

### Jeugd en The Stooges
Osterberg groeide op in een woonwagenkamp nabij Ann Arbor in Michigan. Zijn ouders waren conservatieve christenen. In de jaren 60 speelde hij als drummer in de bandjes The Iguanas en The Prime Movers. In 1967 richtte hij met gitarist Ron Asheton, drummer Scott Asheton en bassist Dave Alexander The Psychedelic Stooges op, later verkort tot The Stooges. Rond deze tijd nam hij de podiumnaam Iggy Pop aan. Hun gelijknamige debuutalbum verscheen in 1969, gevolgd door Fun House in 1970. Beide albums kenden tegenvallende verkoopcijfers. Nadat hun platencontract met Elektra werd opgezegd hield de groep het voor gezien.
In deze periode raakte Pop bevriend met David Bowie, die hem overtuigde om The Stooges nieuw leven in te blazen. Met de nieuwe gitarist James Williamson en Bowie als producent nam de groep het agressieve album Raw Power op. Ook dit album was geen commercieel succes en de groep werd opnieuw opgeheven.

### Solocarrière
Bowie nam hem mee op tournee en in 1976 gingen ze samen in Berlijn wonen, waar de punkbeweging net op gang was gekomen. Pas in deze periode kregen The Stooges als protopunkband echt erkenning voor hun muziek. De invloed die zij hadden op de Duitse rockscene was dan ook sterk voelbaar.
Bowie besloot Pop onder zijn hoede te nemen en hem als producent te helpen met zijn solocarrière. Dit resulteerde in twee albums: The Idiot en Lust For Life (beide uit 1977). Vervolgens zou Bowie acht maanden lang functioneren als toetsenist en achtergrondzanger in Pops nieuwe band The Iguanas. 
The Stooges traden vanaf 2003 weer op in verschillende samenstellingen. In oktober 2006 startte de groep met opnames voor het eerste Stooges-album sinds dertig jaar. Het album verscheen in maart 2007 met de titel The weirdness. Het volgende album, Ready to die, verscheen in 2013. In 2016 zei gitarist James Williamson dat The Stooges geen toekomst meer had.
In 2016 verscheen in samenwerking met Josh Homme het soloalbum Post Pop Depression. Volgens Pop zou dit waarschijnlijk zijn laatste album worden. In 2018 verscheen echter de EP "Tea-time Dub Encounters", in samenwerking met Underworld, met 4 tracks.

### Stagediven
Er wordt wel gezegd dat Pop het stagediven heeft uitgevonden. Op 13 juni 1970 werden er op het Cincinnati-festival, tijdens de nummers Tv Eye en 1970, beelden gemaakt waarop te zien is hoe Pop het publiek induikt en het publiek hem op armen draagt, waarop hij zijn lichaam besmeurt met pindakaas. In 2013 gaf hij aan te willen stoppen met stagediven, vanwege de vele blessures die hij eraan overhield.

### Film
Iggy Pop speelde rollen in onder andere Tank Girl, Coffee and Cigarettes, Cry-Baby, Dead Man en Suck. Hij speelt ook een rol in diverse muziekdocumentaires, waaronder de Stooges-documentaire Gimme Danger van Jim Jarmusch en de documentaire To Stay Alive: A Method. Pop is verteller in de rol van Nothing in de documentairefilm In Praise of Nothing (2017).
Een van de bekendste films waar zijn nummer Lust For Life te horen is, was Trainspotting (1996). Diverse songs van zijn album Préliminaires waren te horen in de documentaire Laatste woorden (2009) van Erik Lieshout. Zowel het album als de documentaire zijn geïnspireerd door de roman Mogelijkheid van een eiland (2005) van Michel Houellebecq.

### Persoonlijk
Pop is driemaal getrouwd geweest; in 1968 (voor twee weken) met Wendy Weissberg, van 1984 tot 1998 met de Japanse Suchi Asano en vanaf 2008 met Nina Alu.
In 1969werd hij vader van een zoon, Eric Benson.

### Goede doelen
Pop heeft een kaketoe als huisdier die de naam Biggy Pop draagt. De kaketoe is de founding patron van het Byron Bay Wildlife Hospital in Australië. In mei 2022 maakte Pop op het Instagram-account van de vogel bekend dat er een bier met de naam Biggy Pop Hop was ontwikkeld. Opbrengsten van de verkoop van het bier gaan naar Byron Bay.

## Discografie

### Albums
| Album met eventuele hitnotering(en) in de Nederlandse Album Top 100 | Datum van verschijnen | Datum van binnenkomst | Hoogste positie | Aantal weken | Opmerkingen          |
| ------------------------------------------------------------------- | --------------------- | --------------------- | --------------- | ------------ | -------------------- |
| The Idiot                                                           | 18-03-1977            | -                     |                 |              |                      |
| Lust For Life                                                       | 09-09-1977            | 26-11-1977            | 8               | 15           |                      |
| Kill City                                                           | 11-1977               | -                     |                 |              | met James Williamson |
| TV Eye live 1977                                                    | 05-1978               | -                     |                 |              | Livealbum            |
| New Values                                                          | 09-1979               | -                     |                 |              |                      |
| Soldier                                                             | 02-1980               | -                     |                 |              |                      |
| Party                                                               | 06-1981               | -                     |                 |              |                      |
| Zombie Birdhouse                                                    | 09-1982               | -                     |                 |              |                      |
| Blah Blah Blah                                                      | 10-1986               | 07-02-1987            | 28              | 8            |                      |
| Instinct                                                            | 06-1988               | 09-07-1988            | 58              | 7            |                      |
| Brick By Brick                                                      | 06-1990               | 28-07-1990            | 34              | 18           |                      |
| American Caesar                                                     | 09-1993               | 11-09-1993            | 46              | 5            |                      |
| Naughty Little Doggie                                               | 15-03-1996            | -                     |                 |              |                      |
| Nude & Rude: The Best of Iggy Pop                                   | 28-10-1996            | -                     |                 |              | Verzamelalbum        |
| Avenue B                                                            | 20-09-1999            | -                     |                 |              |                      |
| Beat 'Em Up                                                         | 18-06-2001            | -                     |                 |              |                      |
| Skull Ring                                                          | 30-09-2003            | -                     |                 |              |                      |
| A Million in Prizes: The Anthology                                  | 18-07-2005            | -                     |                 |              | Verzamelalbum        |
| Préliminaires                                                       | 25-05-2009            | -                     |                 |              |                      |
| Roadkill Rising: The Bootleg Collection 1977-2009                   | 17-05-2011            | -                     |                 |              | Livealbum            |
| Live at the Old Waldorf: San Francisco – November 27, 1979          | 17-05-2011            | -                     |                 |              | Livealbum            |
| Après                                                               | 09-05-2012            | -                     |                 |              |                      |
| Post Pop Depression                                                 | 2016                  | 26-03-2016            | 5               | 8            |                      |
| Tea-time Dub Encounters (with Underworld)                           | 27-07-2018            | -                     |                 |              |                      |
| Free                                                                | 06-09-2019            |                       |                 |              |                      |
| EVERY LOSER                                                         | 06-01-2023            |                       |                 |              |                      |

| Album met hitnotering(en) in de Vlaamse Ultratop 200 albums | Datum van verschijnen | Datum van binnenkomst | Hoogste positie | Aantal weken | Opmerkingen   |
| ----------------------------------------------------------- | --------------------- | --------------------- | --------------- | ------------ | ------------- |
| A Million in Prizes: The Anthology                          | 2005                  | 30-07-2005            | 21              | 10           | Verzamelalbum |
| Préliminaires                                               | 2009                  | 06-06-2009            | 76              | 3            |               |
| Après                                                       | 2012                  | 19-05-2012            | 124             | 2            |               |
| Post Pop Depression                                         | 2016                  | 26-03-2016            | 6               | 10           |               |

### Singles
| Single met eventuele hitnotering(en) in de Nederlandse Top 40 | Datum van verschijnen | Datum van binnenkomst | Hoogste positie | Aantal weken | Opmerkingen                                                    |
| ------------------------------------------------------------- | --------------------- | --------------------- | --------------- | ------------ | -------------------------------------------------------------- |
| Lust for Life                                                 | 1977                  | 12-11-1977            | 3               | 13           | Nr. 4 in de Nationale Hitparade                                |
| Real Wild Child (Wild One)                                    | 1987                  | 14-02-1987            | 30              | 4            | Nr. 31 in de Nationale Hitparade / TROS Paradeplaat Radio 3    |
| Livin' On The Edge Of The Night                               | 1990                  | 24-02-1990            | tip6            | -            | Nr. 47 in de Nationale Top 100                                 |
| Candy                                                         | 1990                  | 20-10-1990            | 4               | 10           | met Kate Pierson / Nr. 7 in de Nationale Top 100 / Alarmschijf |

| Single met hitnotering(en) in de Vlaamse Ultratop 50 | Datum van verschijnen | Datum van binnenkomst | Hoogste positie | Aantal weken | Opmerkingen                                   |
| ---------------------------------------------------- | --------------------- | --------------------- | --------------- | ------------ | --------------------------------------------- |
| Lust for Life                                        | 1977                  | -                     |                 |              | Nr. 6 in de Radio 2 Top 30                    |
| Real Wild Child (Wild One)                           | 1987                  | -                     |                 |              | Nr. 26 in de Radio 2 Top 30                   |
| Candy                                                | 1990                  | -                     |                 |              | met Kate Pierson / Nr. 1 in de Radio 2 Top 30 |
| Wild Animal                                          | 1993                  | -                     |                 |              | Nr. 25 in de Radio 2 Top 30                   |
| Gardenia                                             | 2016                  | 30-01-2016            | tip35           | -            |                                               |
| Sunday                                               | 2016                  | 18-06-2016            | tip             | -            |                                               |

### NPO Radio 2 Top 2000
| Nummers met noteringen in de NPO Radio 2 Top 2000 | '99 | '00 | '01 | '02 | '03 | '04 | '05 | '06 | '07 | '08 | '09  | '10 | '11  | '12 | '13 | '14 | '15  | '16  | '17  | '18  | '19  | '20  | '21 | '22  | '23  | '24  |
| ------------------------------------------------- | --- | --- | --- | --- | --- | --- | --- | --- | --- | --- | ---- | --- | ---- | --- | --- | --- | ---- | ---- | ---- | ---- | ---- | ---- | --- | ---- | ---- | ---- |
| Candy (met Kate Pierson)                          | -   | -   | -   | -   | -   | -   | -   | -   | -   | -   | 1222 | -   | 1052 | 965 | 932 | 965 | 1134 | 1155 | 1190 | 1101 | 1146 | 1174 | 956 | 1209 | 1251 | 1488 |
| Lust for Life                                     | 249 | 318 | 461 | 411 | 524 | 380 | 552 | 547 | 680 | 527 | 471  | 445 | 467  | 521 | 495 | 543 | 777  | 505  | 541  | 827  | 462  | 691  | 832 | 1034 | 1064 | 1163 |
| The Passenger                                     | -   | -   | -   | -   | -   | -   | -   | -   | -   | -   | -    | -   | -    | -   | -   | -   | 863  | 643  | 656  | 786  | 754  | 768  | 779 | 842  | 922  | 897  |

1. ↑  Een '-' betekent dat het nummer niet was genoteerd en een vetgedrukt getal geeft de hoogste notering van een nummer aan.

### Dvd's
| Dvd's met hitnoteringen in de Nederlandse DVD Music Top 30 | Datum van verschijnen | Datum van binnenkomst | Hoogste positie | Aantal weken | Opmerkingen |
| ---------------------------------------------------------- | --------------------- | --------------------- | --------------- | ------------ | ----------- |
| Post Pop Depression - Live at the Royal Albert Hall        | 2016                  | 05-11-2016            | 4               | 26           |             |

## Galerij

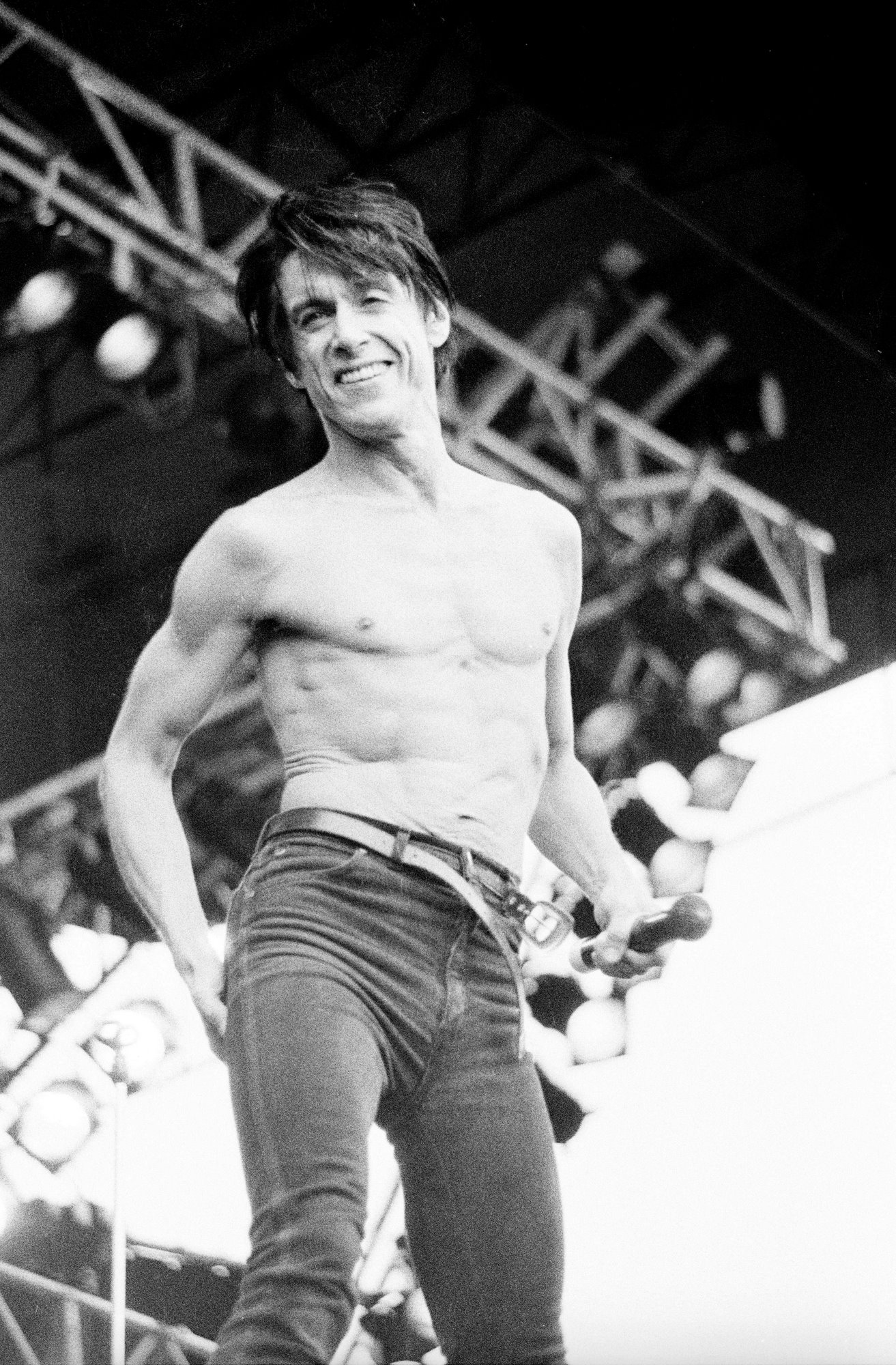
Pop op Pinkpop 1987
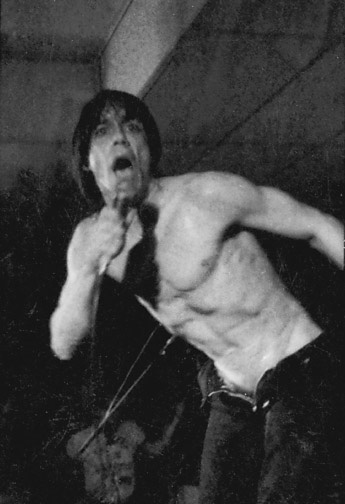
Pop in 1980